# Daniel Gibson
Daniel Hiram Gibson (nacido el 28 de febrero de 1986 en Houston, Texas) es un exjugador de baloncesto estadounidense que militó siete temporadas en Cleveland Cavaliers de la NBA. Con 1,88 metros de estatura, jugaba en la posición de base.

## Carrera

### High School
Gibson promedió 25,5 puntos por partido en el Instituto Jones, liderando a su equipo a un balance de 31-5 y al título estatal Class 4A en su año sénior. La última vez que su equipo había ganado el campeonato estatal fue en 1965.

### Universidad
Gibson jugó al baloncesto universitario en Texas Longhorns. En sus dos temporadas, anotó 935 puntos, incluido 175 triples. En la campaña 2005-2006, completó 103 tiros de tres puntos, rompiendo el récord de más triples en un partido con 9 ante Baylor. En ese encuentro, anotó 37 puntos, su mejor marca.
El 7 de junio de 2006, Gibson decidió declarase elegible para el Draft de la NBA.

### NBA
Fue elegido en el puesto 42 de la segunda ronda del Draft de 2006 por Cleveland Cavaliers. Su primer partido como titular fue el 30 de enero de 2007 ante Golden State Warriors, en el que anotó 12 puntos. Su primer año en la liga lo ha finalizado promediando 4.6 puntos en 60 partidos, 16 de ellos de titular.
En su año como novato ha llegado a jugar Las FinalesNBA, junto a LeBron James. En las Finales de Conferencia se convirtió en el centro de atención junto a LeBron, superando cada uno su máximo de puntos en un partido.
En el Rookie Challenge del All-Star Weekend de 2008, Gibson fue galardonado con el premio MVP tras anotar 33 puntos, con 11 triples de 20 intentados (récord en estos partidos), en la victoria de los sophomores ante los rookies.

## Estadísticas de su carrera en la NBA

### Temporada regular
| Año     | Equipo    | PJ  | PT | MPP  | %TC  | %3P  | %TL  | RPP | APP | ROB | TPP | PPP  |
| ------- | --------- | --- | -- | ---- | ---- | ---- | ---- | --- | --- | --- | --- | ---- |
| 2006–07 | Cleveland | 60  | 16 | 16.5 | .424 | .419 | .718 | 1.5 | 1.1 | .4  | .1  | 4.6  |
| 2007–08 | Cleveland | 58  | 26 | 30.4 | .432 | .440 | .810 | 2.3 | 2.5 | .8  | .2  | 10.4 |
| 2008–09 | Cleveland | 75  | 0  | 23.9 | .391 | .382 | .767 | 2.1 | 1.8 | .6  | .2  | 7.8  |
| 2009–10 | Cleveland | 56  | 10 | 19.1 | .466 | .477 | .694 | 1.3 | 1.3 | .4  | .1  | 6.3  |
| 2010–11 | Cleveland | 67  | 15 | 27.8 | .400 | .403 | .822 | 2.6 | 3.0 | .7  | .3  | 11.6 |
| 2011–12 | Cleveland | 35  | 7  | 26.2 | .351 | .396 | .791 | 2.9 | 2.2 | .7  | .5  | 7.5  |
| 2012-13 | Cleveland | 46  | 3  | 20.0 | .340 | .344 | .703 | 1.3 | 1.8 | .7  | .1  | 5.4  |
| Total   | Total     | 397 | 77 | 23.5 | .402 | .407 | .780 | 2.0 | 2.0 | .6  | .2  | 7.8  |

### Playoffs
| Año   | Equipo    | PJ | PT | MPP  | %TC  | %3P  | %TL   | RPP | APP | ROB | TPP | PPP |
| ----- | --------- | -- | -- | ---- | ---- | ---- | ----- | --- | --- | --- | --- | --- |
| 2007  | Cleveland | 20 | 2  | 20.1 | .431 | .409 | .884  | 1.6 | 1.0 | .6  | .2  | 8.2 |
| 2008  | Cleveland | 11 | 0  | 25.8 | .449 | .452 | .714  | 1.7 | 2.5 | .6  | .2  | 9.0 |
| 2009  | Cleveland | 14 | 0  | 12.3 | .325 | .357 | 1.000 | .5  | .4  | .1  | .2  | 3.4 |
| 2010  | Cleveland | 5  | 0  | 4.6  | .286 | .250 | 1.000 | .6  | .2  | .0  | .0  | 1.4 |
| Total | Total     | 50 | 2  | 17.6 | .415 | .407 | .871  | 1.2 | 1.1 | .4  | .2  | 6.4 |